# ボブ・キューリック
ロバート・ジョエル・キューリック（Robert Joel Kulick、1950年1月16日 - 2020年5月28日）は、アメリカのロック・ギタリスト、音楽プロデューサー。キッスの元リード・ギタリストであるブルース・キューリックは実弟。

## 経歴
- 1973年、キッスのリード・ギタリストのオーディションを受ける。結果的には彼のすぐあとに演奏したエース・フレーリーがその座を射止めたが、キューリックはジーン・シモンズとポール・スタンレーから高く評価され、後にアルバム『アライヴ2』（1977年）、『キッス・キラーズ』（1982年）などのレコーディングにノン・クレジットで起用された。スタンレーの1978年のソロ・アルバムと1989年のソロ・ツアーにも参加した。
- 1977年～79年、1983年～85年、および1987年～89年にはミートローフのツアーバンドNeverland Expressのメンバーとしても活躍。1984年のミートローフのスタジオアルバム"Bad Attitude"のレコーディングにも参加した。
- 1991年には弟のブルースとともにSkullと称するプロジェクト・バンドに参加、アルバム"No Bones About It"をリリース。
- 1993年にグラハム・ボネットとBlackthorneを結成するが、デビューアルバム『Afterlife』を発表後、セカンド『Don’t Kill the Thrill』は完成していたもののお蔵入りになり、そのままバンドは空中分解的に解散してしまう。幻となった『Don’t Kill the Thrill』は、2017年に発売されやっと日の目を見ることとなった。[1]
- 1996年にはMurderer's Rowを結成し同タイトルのアルバムをリリースした。
- 彼はプレイヤーとして、プロデューサーとして合計10枚以上のプラチナ、ゴールドレコードを獲得している。2004年には、モーターヘッドによるメタリカのカヴァー曲"Whiplash"（WWEのレスラー、トリプルHの入場テーマ曲）をプロデュースし、2004年度のグラミー賞最優秀メタル・パフォーマンス賞を獲得した[2]。
- 2020年5月28日に死去。70歳没[3]。後日、実弟のブルース・キューリックは、心臓疾患による死因を伝えた。以前から胸の痛みや動悸を医師に相談はしていたが、「同年に流行した新型コロナウイルス（COVID-19）拡大の影響で、治療を受けるのが難しい状況だったようだ」と説明している[4]。

## 主な参加作品
- ルー・リード "Coney Island Baby" (1975)
- キッス "KISS ALIVE Ⅱ" (1977)
- ポール・スタンレー "Paul Stanley" (1978)
- キッス "KISS KILLERS" (1980)
- BALANCE (1981~)
- マイケル・ボルトン "Michael Bolton" (1983)
- ミートローフ "Bad Attitude" (1985)
- SKULL "No Bones About It" (1991)
- W.A.S.P. "The Crimson Idol" (1992)
- W.A.S.P. "Still Not Black Enough" (1992)
- モーターヘッド "Whiplash" (2004)
- SpongeBob SquarePants "Sweet Victory" (2005)

## プロデュース作品
- "Stone Cold Queen: A Tribute" (2001)
- "One Way Street, A Tribute to Aerosmith" (2002)
- "Spin the Bottle ~ and All-Star Tribute to KISS" (2004)
- "An All Star Tribute to Shania Twain" (2005)
- "Welcome to the Nightmare: An All-Star Salute to Alice Cooper" (2005)
- "An All Star Tribute to Cher" (2005)
- "Butchering the Beatles ~ A Headbashing Tribute" (2006)
- "We Wish you a Metal Xmas and a Headbanging New Year" (2008)
- Kris Hadlock "Your Wifes Rock Band" (2009)